# 金寿根
金寿根（1931年2月20日—1986年6月14日），韩国建筑界早期建筑师，代表作有自由中心、国立扶余博物馆、1988年夏季奥运会主会场漢城奧林匹克主競技場（今首尔奥林匹克主竞技场）、国立中央科学馆等:203。他和金重业是韩国现代建筑史上最具影响力的两位人物。美国《时代周刊》称他是韩国的洛伦佐·德·美第奇。

## 生平
金寿根1950年4月毕业于京畿中学，后考入首尔大学工程学院。1951年10月，由于朝鲜战争的爆发，他在大学二年级时辍学，后留学日本东京艺术学院建筑系，1958年3月，获该校学士学位。之后，他又在东京大学研究院深造，于1962年3月获得东京大学建筑学硕士，1962年3月修完东京大学城市规划博士课程。:202
1960年10月，金寿根的设计方案在韩国国会议事堂建筑设计竞赛中获得头奖。1961年1月，他成立金寿根建筑师及工程师事务所，并担任所长。1966年8月，创建建筑、城市设计及艺术月刊《空间》，并担任总裁兼发行人。1968年4月，担任韩国工程咨询公司董事长。1974年4月，任韩国政府国土建设综合计划审议会委员。同年10月任国民大学建筑设计院院长和韩国空间综合建筑事务所主席。1975年5月，金寿根出任国际建筑师协会（UIA）理事。次年2月，担任韩国建筑师协会会长。1982年，成为美国建筑家协会（AIA）名誉会员。:202
1986年，金寿根因肝癌病逝。人们为纪念他成立了金寿根基金会（김수근문화재단）。

## 代表作品
- 自由中心
- 华克山庄
- 高塔酒店
- 首爾奧林匹克主競技場
- 国立扶余博物馆
- 仁川登陆纪念馆
- 国立中央科学馆
- 南營洞對共分室（现警察廳南營洞人權中心）[7][8]

## 奖项
- 1970年12月，韩国国家奖[1]:202
- 1971年6月，美国建筑师学会（A.I.A.）夏威夷分会，泛太平洋建筑奖[1]:202
- 1976年6月，韩国宝冠文化勋章[1]:202
- 1979年3月，意大利骑士荣誉勋章[1]:202
- 1984年11月，韩国铁塔工业勋章[1]:202
- 1986年， 韩国银塔工业勋章[6]